# Franz Waldenberger
Franz Waldenberger (* 1961 in Landau in der Pfalz) ist ein deutscher Ökonom. Er ist Professor für japanische Wirtschaft an der Ludwig-Maximilians-Universität München und Direktor des Deutschen Instituts für Japanstudien.

## Lebenslauf
Waldenberger studierte Volkswirtschaftslehre an der Universität Heidelberg, der Sophia-Universität in Tokio und an der Universität zu Köln, wo er 1986 das Diplom in Volkswirtschaftslehre (VWL) mit einer Diplomarbeit in Ökonometrie erwarb. 1990 erfolgte dort seine Promotion in VWL mit einer Dissertation im Forschungsfeld Industrieorganisation. Von 1986 bis 1992 wirkte er in Folge als wissenschaftlicher Assistent der Universität zu Köln und als wissenschaftlicher Mitarbeiter bei der Deutschen Monopolkommission. 1996 habilitierte er sich in Köln mit einer Arbeit über die wirtschaftliche Entwicklung Japans nach 1945.
Der Beginn seiner Forschung zur japanischen Wirtschaft begann 1992 als wissenschaftlicher Mitarbeiter am Deutschen Institut für Japanstudien (DIJ) in Tokio. Während seiner fünfjährigen Tätigkeit dort arbeitete er unter anderem zur Industrieorganisation sowie zum Beschäftigungs- und Finanzsystem Japans. In der Zeit verfasste er seine Habilitationsschrift Organisation und Evolution arbeitsteiliger Systeme – Erkenntnisse aus der japanischen Wirtschaftsentwicklung. 
1997 wechselte er vom DIJ auf die Professur für Japanische Wirtschaft an der Universität München. Als neue Forschungsthemen kamen in dieser Zeit Corporate Governance, Japans außenwirtschaftliche Verflechtungen sowie die Geld- und Fiskalpolitik hinzu. Von 2010 bis 2012 lehrte er zudem als Gastprofessor an der Universität Tsukuba. Mit der Übernahme der Leitung des DIJ kehrte er im Oktober 2014 an seine vormalige Wirkungsstätte zurück. Im Rahmen des interdisziplinären Forschungsprogramms „Risiken und Chancen in Japan – Herausforderungen angesichts einer zunehmend ungewisseren Zukunft“ befasst er sich insbesondere mit Japans Startup-Ökosystem sowie den damit verknüpften grundlegenden Fragen der digitalen Transformation.

## Publikationen (Auswahl)
- Die vertikale Integration von Unternehmen. Eine theoretische und empirische Analyse (= Untersuchungen zur Wirtschaftspolitik. Bd. 86). Institut für Wirtschaftspolitik an der Universität zu Köln, Köln 1991.
- Die japanische Wirtschaft heute – Ein Überblick (= Miscellanea. 10). Deutsches Institut für Japanstudien, Bonn / Tokyo 1994.
- Firms and Markets: Why Is Japan Different? (= Miscellanea. 8). Deutsches Institut für Japanstudien, Bonn / Tokyo 1994.
- Organisation und Evolution arbeitsteiliger Systeme – Erfahrungen aus der japanischen Wirtschaftsentwicklung (= Monographien aus dem Deutschen Institut für Japanstudien. 21). Iudicium Verlag, München 1999.